# День танкових військ
Де́нь танкових військ — свято України, відзначається 14 вересня. Раніше відзначалося щороку в другу неділю вересня до 9 вересня 2023 року як День танкістів. У СРСР у цей день відзначався День танкіста.

## Історія свята
1946 року подібне свято з'явилося в СРСР, День танкіста було засновано за заслуги механізованих і танкових військ під час Другої світової війни. А крім цього, це було професійне свято танкобудівників. З 1980 року День танкіста почав відзначатися в другу неділю вересня.
Свято встановлено в Україні «…на підтримку ініціативи ветеранів танкових військ і танкобудівників України, враховуючи бойові заслуги танкістів у роки другої світової війни, та з метою виховання воїнів-танкістів Збройних Сил України на найкращих традиціях попередніх поколінь…» згідно з Указом Президента України від 29 серпня 1997 року № 922/97 «Про День танкістів».
Президент України своїм Указом від 9 вересня 2023 року № 574/2023 «Про День танкових військ» встановив в Україні День танкових військ, який відзначається щороку 14 вересня (попередній Указ «Про День танкістів» утратив чинність).